# Garwolin (comune rurale)
Garwolin è un comune rurale polacco del distretto di Garwolin, nel voivodato della Masovia.
Ricopre una superficie di 136 km² e nel 2004 contava 11 744 abitanti.
Il capoluogo è Garwolin, che non fa parte del territorio ma costituisce un comune a sé.